# Kachinsköld
Kachinsköld (Alocasia gageana) är en kallaväxtart som beskrevs av Adolf Engler och Kurt Krause. Kachinskölden ingår i släktet Alocasia och familjen kallaväxter. Inga underarter finns listade.